# Славенцьке-Ґури
Славенцьке-Ґури (пол. Sławęckie Góry) — село в Польщі, у гміні Любень-Куявський Влоцлавського повіту Куявсько-Поморського воєводства.
У 1975-1998 роках село належало до Влоцлавського воєводства.